# Michel D'Hooghe
Michel De Hooghe (Zele, 19 de febrero de 1912 - Lokeren, 12 de mayo de 1940) fue un ciclista belga que fue profesional entre 1933 y 1940. Siempre corrió en el equipo Van Hauwaert. 
Cómo muchos otros ciclistas de su generación vio truncada su carrera profesional por culpa de la Segunda Guerra Mundial, durante la cual murió a consecuencia de un bombardeo aéreo sobre la ciudad de Lokeren.
Durante su carrera consiguió 16 victorias, entre ellas el Tour de Flandes de 1937.

## Palmarés
1936
- Premio de Zwevegem

1937
- Tour de Flandes
- Gran Premio Stad Sint-Niklaas

## Resultados en Grandes Vueltas y Campeonatos del Mundo
Durante su carrera deportiva consiguió los siguientes puestos en las Grandes Vueltas y en los Campeonatos del Mundo en carretera:
| Carrera         | 1933 | 1934 | 1935 | 1936 | 1937 | 1938 | 1939 | 1940 |
| --------------- | ---- | ---- | ---- | ---- | ---- | ---- | ---- | ---- |
| Giro de Italia  | -    | -    | -    | -    | -    | -    | -    | -    |
| Tour de Francia | -    | -    | -    | -    | -    | -    | -    | -    |
| Vuelta a España | -    | -    | -    | -    | -    | -    | -    | -    |
| Mundial en ruta | -    | -    | -    | -    | 7º   | -    | -    | -    |

-: No participa

Ab.: Abandono